# 平田伊都子
平田 伊都子（ひらた いつこ）は、大阪府出身のジャーナリスト。

## 人物
中近東・アフリカのアラブ諸国の情勢に精通。特にカダフィ元リビア大佐とは数回にわたりインタビューを行ったことがある。IMA「子供達に薬を送る会」代表でもある

## 著書
- 「アラビア語の初歩の初歩」（1979年）
- 「フランス語初歩の初歩」（1989年）
- 「アラビア語夜話」（1989年）
- 「カダフィ正伝」（1990年、川名生十と共著）
- 「サハラの狼エン・ワリの生涯」（1993年、川名生十と共著）
- 「ピース ダイナマイト アラファト伝」（1994年）
- 「南プロヴァンスのジプシー」（1995年、川名生十と共著）
- 「赤いラクダ―ポリサリオ戦線体験記」（1996年）
- 「イツコのイスラーム入門」（1999年）
- 「オバマとなら私にもできる-大統領のメールに学ぶ! 魔法の英語フレーズ40- Yes, I can with Obama」（2009年、川名生十と共著）

## 寄稿
- 『フィラスティン・びらーでぃ 1981年6月号』（PLO東京事務所、1981年）pp.24-25所収「まだ見ぬパレスチナの子供たちへ / تحيه لاطفال فلسطينيين لم اقابلهم بعد」